# Gerard Yepes
Gerard Yepes Laut (* 25. srpna 2002) je španělský profesionální fotbalista, který hraje na pozici středního záložníka za italský klub UC Sampdoria.

## Kariéra
Yepes, mládežnický produkt Espanyolu a Sant Andreu, podepsal v roce 2018 smlouvu s mládežnickou akademií Sampdorie. Svůj profesionální debut si odbyl 22. prosince 2021 při remíze 1:1 v Serii A s AS Řím.